# Fritillaria legionensis
Fritillaria legionensis là một loài thực vật có hoa trong họ Liliaceae. Loài này được Llamas & J.Andrés miêu tả khoa học đầu tiên năm 1983.